# Niemierze
Niemierze (deutsch Nehmer) ist ein Dorf in der Woiwodschaft Westpommern in Polen und gehört zur Landgemeinde Siemyśl.

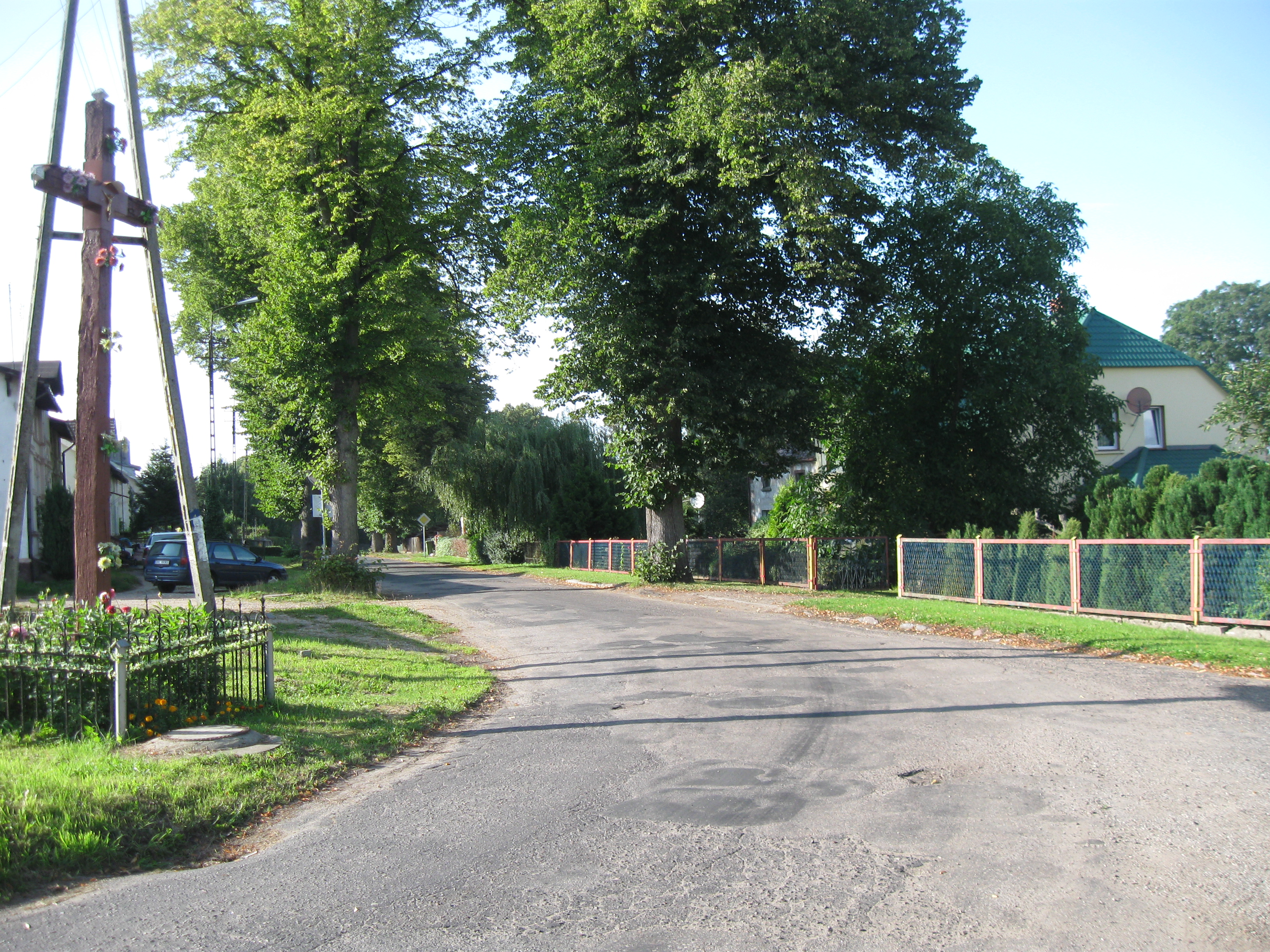
Ortsbild (Aufnahme von 2013)

## Geographische Lage

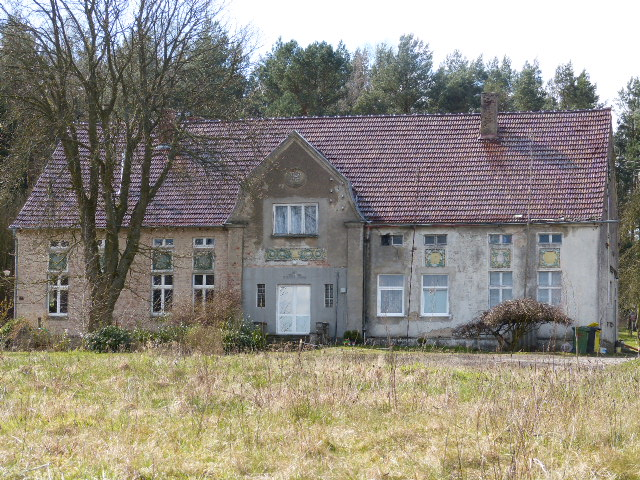
Ehemaliges Erbzinsbauernhaus (Aufnahme von 2015)

Das Dorf liegt in Hinterpommern, etwa einhundert Kilometer nordöstlich von Stettin und etwa zehn Kilometer südlich von Kołobrzeg (Kolberg). Die nächsten Nachbarorte sind etwa zwei Kilometer nördlich Błotnica (Spie), das an der Woiwodschaftsstraße 102 liegt, und etwa drei Kilometer östlich Charzyno (Garrin).
Unmittelbar östlich des Dorfes fließt von Süd nach Nord die Błotnica (Spiebach).

## Geschichte
Die erste Erwähnung des Dorfes stammt aus dem Jahre 1276, als der Camminer Bischof Hermann von Gleichen dem Kolberger Dom seine Besitzungen bestätigte, darunter den Zehnten aus dem Dorf Niemyre. 1288 bestätigte derselbe Bischof einen Vergleich zwischen dem Pfarrer von Nehmer, namens Berthold, und dem Kloster Dargun, in dem es um die Zuordnung der neugegründeten Kapelle in Neurese ging. Somit war Nehmer damals bereits Kirchdorf.
Im Mittelalter war Nehmer zunächst ein Lehen der Familie Manteuffel und später der Familie Stojentin. Im 15. Jahrhundert gelang dem Rat der Stadt Kolberg der Erwerb des größten Teils von Nehmer. Später kamen weitere Teile von Nehmer hinzu, das so zu einem Stadteigentumsdorf wurde. Im 18. Jahrhundert erhob der Hofgerichtspräsident Henning Franz von Münchow Ansprüche auf einen Teil von Nehmer, unterlag aber vor Gericht.
Während des Siebenjährigen Krieges wurde Nehmer, wie auch andere Dörfer in der Umgebung, bei der russischen Belagerung von Kolberg 1761 zerstört. Lediglich das Kirchengebäude blieb erhalten.
Nach dem Siebenjährigen Krieg wurde Nehmer in der Form eines Straßendorfes wieder aufgebaut; die vorherige Dorfform ist nicht bekannt. In dem Dorf wurden zwölf Bauernstellen für Erbzinsbauern geschaffen.
In der Mitte des 19. Jahrhunderts wurden die Bauernstellen das volle Eigentum ihrer Inhaber. Zugleich wurden weitere Bauernstellen in der Feldmark außerhalb des Dorfes angelegt. Nach 1846 entstand so nordöstlich des Dorfes der Wohnplatz Stubbenberg (heute wüst). Ab 1860 folgten weitere Abbauten westlich des Dorfes, darunter am südwestlichen Rand der Feldmark der Wohnplatz Pottberg (heute ebenfalls wüst).
Bis 1945 bildete Nehmer mit den Wohnplätzen Pottberg und Stubbenberg eine Landgemeinde im Landkreis Kolberg-Körlin der preußischen Provinz Pommern.
Gegen Ende des Zweiten Weltkriegs wurde Nehmer am 4. März 1945 durch die Rote Armee eingenommen. Der Ort kam, wie ganz Hinterpommern, an Polen. Die gesamte Dorfbevölkerung wurde vertrieben. Der Ortsname wurde nach Niemierze polonisiert.
Heute gehört das Dorf zur Gmina Siemyśl (Landgemeinde Simötzel) und mit dieser zum Powiat Kołobrzeski (Kolberger Kreis).

## Kirche

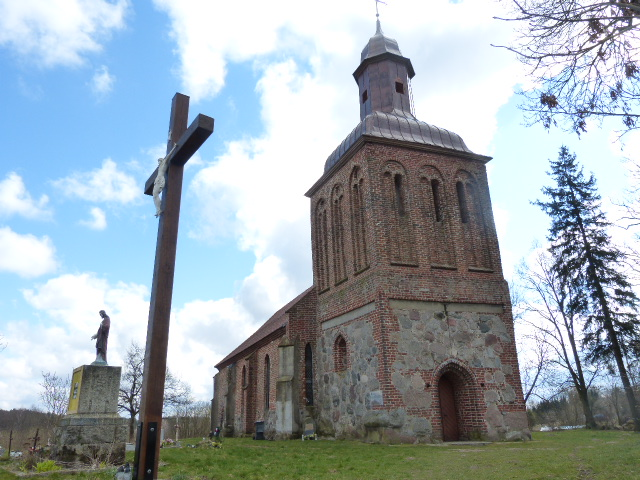
Kirche (Aufnahme von 2015)

Die Kirche in Nehmer ist eine Filiale der Herz-Jesu-Pfarrkirche in Charzyno und ist eines der ältesten erhaltenen Sakralgebäude im Umkreis. Das einschiffige Gebäude wurde im 14. Jahrhundert aus Back- und Feldsteinen errichtet, in den darauffolgenden Jahrhunderten ausgebaut und 1876 zuletzt renoviert. Zur historischen Ausstattung gehören ein barocker Hauptaltar und eine barocke Kanzel von 1777.